# Dzsungel Jack visszatér
A Dzsungel Jack visszatér (eredeti cím: Jungledyret 2 – Den store filmhelt) 1996-ban bemutatott dán rajzfilm, amelynek Stefan Fjeldmark, Flemming Quist Møller és Jørgen Lerdam által rendezett 1993-ban bemutatott Dzsungel Jack című mozifilm folytatása. Az animációs játékfilm producerei Per Holst, Anne Ingvar és Anders Mastrup. A forgatókönyvet Flemming Quist Møller írta, zenéjét Anders Koppel szerezte. Az A. Film és a Per Holst Filmproduktion gyártásában készült, az Nordisk Film forgalmazásában jelent meg. 
Dániában 1996. december 20-án mutatták be a mozikban, Magyarországon 1998-ban adták ki VHS-en, később 2006. október 1-jén DVD-is kiadták.

## Szereplők
| Szereplő                      | Eredeti hang                | Magyar hang                                   |
| ----------------------------- | --------------------------- | --------------------------------------------- |
| Szaungel Jack                 | Jesper Klein Mek Pek (ének) | Bolba Tamás                                   |
| Rita (róka)                   | Kaya Brüel                  | Náray Erika                                   |
| Conrad                        | Flemming Quist Møller       | Kristóf Tibor                                 |
| Miss Sensuella                | Louise Fribo                | Kiss Erika                                    |
| Dr. Sturmdrang                | Ole Fick                    | Forgács Gábor                                 |
| Disznó                        | Benny Hansen                | Hankó Attila                                  |
| Filmrendező                   | Benny Hansen                | Lázár Sándor                                  |
| Rita anyja                    | Helle Ryslinge              | Bókai Mária                                   |
| Náci kisasszony (perzsa agár) | N/A                         | Radó Denise                                   |
| Brutus                        | N/A                         | Janovics Sándor                               |
| Anyamadár                     | N/A                         | Román Judit                                   |
| Apamadár                      | N/A                         | Vizy György                                   |
| Mókus                         | N/A                         | Bor Zoltán                                    |
| Mosómedve mama                | N/A                         | Koffler Gizi                                  |
| Rita testvérei                | N/A                         | Baradlay Viktor Czető Roland Stukovszky Tamás |

## Betétdalok
| Magyar                | Magyar                  | Angol             | Angol                           |
| Dal                   | Előadó                  | Dal               | Előadó                          |
| --------------------- | ----------------------- | ----------------- | ------------------------------- |
| Dzsungel Jack         | Náray Erika             | Jungledyret Hugo  | Kaya Brüel                      |
| Kérjük, mesélj        | Bolba Tamás             | Watarama          | Mek Pek                         |
| Enson és Vandrer      | Náray Erika             | Ensom Jeg Vandrer | Louise Fribo                    |
| Saját odú             | Bolba Tamás Náray Erika | Hulesangen        | Mek Pek Kaya Brüel              |
| Boldogok a vaddisznók | Bolba Tamás Náray Erika | Griesesangen      | Mek Pek Kaya Brüel Benny Hansen |
| Robog velünk          | Bolba Tamás Náray Erika | Slutsang          | Mek Pek Kaya Brüel              |

## Televíziós megjelenések
HBO 